# مبارك (اسم)
مبارك هو اسم علم مذكر من أصل عربي، ومعناه هو المدعو له بالبركة، المسعود وهو اسم مفعول من البركة وهي النماء الزيادة الخير.

## حاملين هذا الاسم
- مبارك الخاطر (لاعب كرة قدم قطري، 8 يناير 1966 – )
- مبارك الصباح (أمير كويتي راحل، 1837[3] – 28 نوفمبر 1915)
- مبارك بوصوفة (لاعب كرة قدم مغربي، 15 أغسطس 1984 – )
- مبارك سعيد (لاعب كرة قدم إماراتي، 18 أكتوبر 1991[4] – )
- مبارك سلطاني (ملاكم جزائري، 10 أبريل 1982 – )
- مبارك شاه بن خضر خان (القرن 14 – 19 فبراير 1434)
- مبارك عنبر (لاعب كرة قدم قطري، 1954 – )
- مبارك غانم (لاعب كرة قدم إماراتي، 3 سبتمبر 1950 – )
- مبارك مرزوق (لاعب كرة قدم كويتي، 1961[5] – )
- مبارك واكاسو (لاعب كرة قدم غاني، 25 يوليو 1990[6] – )
- مبارك ناصر الحلاف (رجّل دبلوماسي 3ديسمبر 2003)

## وصلات خارجية
- موسوعة السلطان قابوس لأسماء العرب